# Harmogaster quadridentella
Harmogaster quadridentella är en skalbaggsart som beskrevs av Schmidt 1911. Harmogaster quadridentella ingår i släktet Harmogaster och familjen Aphodiidae. Inga underarter finns listade i Catalogue of Life.